# Vi sitter i Ventrilo och spelar DotA
Vi sitter i Ventrilo och spelar DotA är en låt av Basshunter från hans album LOL <(^^,)> från 2006. Den kom ut på singel den 13 september 2006.
Melodin är direkt tagen från låten "Daddy DJ" av Daddy DJ.
Låten handlar om att spela Defense of the Ancients medan man använder programmet Ventrilo.

## Låtlista
- CD singel (13 september 2006)[1]

1. "Vi sitter i Ventrilo och spelar DotA" (Single Version) – 3:22
2. "Vi sitter i Ventrilo och spelar DotA" (Club Mix) – 5:43

## Listplaceringar
| Lista (2006-2007) | Högsta position |
| ----------------- | --------------- |
| Danmark           | 7               |
| Finland           | 2               |
| Nederländerna     | 9               |
| Norge             | 7               |
| Sverige           | 6               |
| Tyskland          | 33              |
| Österrike         | 18              |
| Irland            | 49              |

## Certifikat
| Land                   | Certifikat | Certifierat antal/Försäljning |
| ---------------------- | ---------- | ----------------------------- |
| Danmark (IFPI Danmark) | Guld       | 4000                          |

### Fotnoter
1. 1 2  ”BASSHUNTER - VI SITTER I VENTRILO OCH SPELAR DOTA (SONG)”. http://swedishcharts.com/showitem.asp?interpret=Basshunter&titel=Vi+sitter+i+ventrilo+och+spelar+dota&cat=s. Läst 29 maj 2011.
2. ↑  ”BASSHUNTER - VI SITTER I VENTRILO OCH SPELAR DOTA (SONG)”. Arkiverad från originalet den 1 juni 2012. https://web.archive.org/web/20120601171710/http://danishcharts.com/showitem.asp?interpret=Basshunter&titel=Vi+sitter+i+ventrilo+och+spelar+dota&cat=s. Läst 29 maj 2011.
3. ↑  ”BASSHUNTER - VI SITTER I VENTRILO OCH SPELAR DOTA (SONG)”. http://finnishcharts.com/showitem.asp?interpret=Basshunter&titel=Vi+sitter+i+ventrilo+och+spelar+dota&cat=s. Läst 29 maj 2011.
4. ↑  ”BASSHUNTER - VI SITTER I VENTRILO OCH SPELAR DOTA”. http://dutchcharts.nl/showitem.asp?interpret=Basshunter&titel=Vi+sitter+i+ventrilo+och+spelar+dota&cat=s. Läst 29 maj 2011.
5. ↑  ”BASSHUNTER - VI SITTER I VENTRILO OCH SPELAR DOTA (SONG)”. Arkiverad från originalet den 26 augusti 2009. https://web.archive.org/web/20090826005151/http://norwegiancharts.com/showitem.asp?interpret=Basshunter&titel=Vi%20sitter%20i%20ventrilo%20och%20spelar%20dota&cat=s. Läst 29 maj 2011.
6. ↑  ”BASSHUNTER - VI SITTER I VENTRILO OCH SPELAR DOTA”. https://www.offiziellecharts.de/titel-details-366167. Läst 19 mars 2014.
7. ↑  ”BASSHUNTER - VI SITTER I VENTRILO OCH SPELAR DOTA”. http://austriancharts.at/showitem.asp?interpret=Basshunter&titel=Vi+sitter+i+ventrilo+och+spelar+dota&cat=s. Läst 29 maj 2011.
8. ↑  ”DISCOGRAPHY BASSHUNTER”. http://irish-charts.com/showinterpret.asp?interpret=Basshunter. Läst 19 mars 2014.
9. ↑  ”Guld og platin november/december/januar” (på danska). IFPI Danmark. 19 februari 2007. Arkiverad från originalet den 30 januari 2015. https://web.archive.org/web/20150130131616/http://www.ifpi.dk/?q=content%2Fguld-og-platin-novemberdecemberjanuar. Läst 26 december 2018.